# روبرت آنتونی وادن
روبرت آنتونی وادن (انگلیسی: Robert Vaden؛ زادهٔ ۳ مارس ۱۹۸۵) بازیکن بسکتبال اهل ایالات متحده آمریکا است.